# Skowyt (poemat)

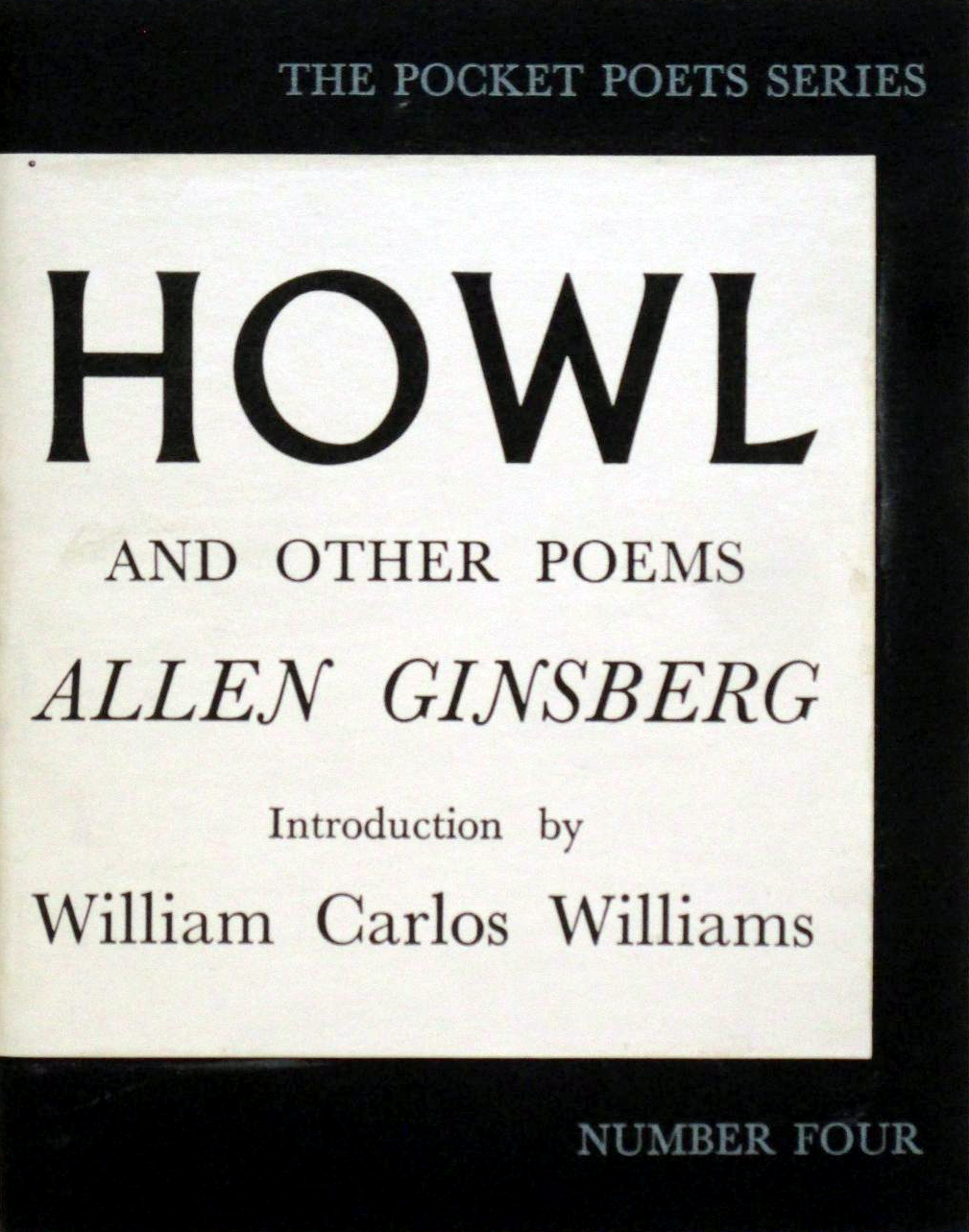
Okładka pierwszego (ang.) wydania Skowytu (Howl and Other Poems)

Skowyt (ang. Howl) – poemat amerykańskiego poety Allena Ginsberga, wydany w roku 1956. Tematem dzieła jest chylące się ku zagładzie społeczeństwo konsumpcyjne, któremu przeciwstawiona zostaje nieśmiertelność sztuki oraz miejsce outsiderów w epoce ścierania się tych dwóch przeciwstawnych kategorii.
Skowyt określa się jako dzieło awangardowe, które łączy liryczny patos z wulgaryzmami i karykaturalnym przedstawieniem świata. Epilog poematu ma formę psalmu. Utwór wzbudził w latach 50. i 60. XX wieku sporo kontrowersji, głównie z powodu występowania wielu niecenzuralnych słów i szokującej metaforyki. Dzięki temu Skowyt jest niejako prekursorski względem współczesnych tendencji w poezji egzystencjalnej.
W 2010 roku Rob Epstein i Jeffrey Friedman wyreżyserowali film Skowyt, oparty na poemacie poety i udzielanych przez niego wywiadach. Ginsberga zagrał James Franco.

## Przegląd i struktura
Wiersz składa się z trzech części, z dodatkowym przypisem.

### Część I
Nazywany przez Ginsberga „lamentem dla Owieczki w Ameryce z przypadkami niezwykłych młodych jagniąt”, część I jest prawdopodobnie najbardziej znana i ukazuje sceny, postacie i sytuacje płynące z osobistego doświadczenia Ginsberga, jak również ze społeczności poetów, artystów, radykałów politycznych, muzyków jazzowych, uzależnionych od narkotyków i pacjentów psychiatrycznych, których spotkał pod koniec lat 40. i na początku lat pięćdziesiątych XX wieku. Ginsberg odnosi się do tych ludzi, którzy byli niedowartościowanymi wyrzutkami, w tym, co poeta uważał za okrutnie konformistyczną i materialistyczną erę, jako „najlepszych umysłów mojego pokolenia”. Opisuje swoje doświadczenia w graficznych szczegółach, otwarcie dyskutuje w wielu miejscach o używaniu narkotyków i aktywności homoseksualnej.
Większość wersów w tej sekcji zawiera anaforę – „którzy”. W „Notatkach napisanych przy końcowym nagrywaniu Skowytu”, Ginsberg pisze: „zdałem się na słowo ‘którzy’, aby utrzymać rytm, podstawę do utrzymania metrum”.

### Część II
Ginsberg mówi, że część II, w odniesieniu do części I, „nazywa potwora świadomości umysłowej, która poluje na owieczkę”. Część druga dotyczy stanu cywilizacji przemysłowej, określanej w wierszu jako „Moloch”. Ginsberg zainspirował się do napisania części II w okresie świadomości wizjonerskiej wywołanej przez pejotl, w której widział fasadę hotelową jako okropną i straszną minę, którą zidentyfikował z Molochem, biblijnym idolem w Księdze Kapłańskiej, któremu Kaneńczycy poświęcili dzieci.
Ginsberg chce, aby postacie, które ukazuje w części I, były zrozumiałe jako złożone w ofierze temu idolowi. Moloch to także nazwa przemysłowej, demonicznej postaci w Metropolis Fritza Langa, filmu, któremu Ginsberg przypisuje wpływ na „Skowyt, część II” w swoich adnotacjach do wiersza. Większość wersów w tej sekcji zawiera stałą bazę „Moloch”. Ginsberg mówi o części II: „Tutaj długa linia jest używana jako forma zwrotki podzielona na wykrzyknikowe jednostki, przerywane podstawowym powtórzeniem: Moloch”.

### Część III
Część III, w odniesieniu do części I, II i IV jest „litanią afirmacji Baranka w jego chwale” – twierdzi Ginsberg. Jest skierowana bezpośrednio do Carla Salomona, którego Ginsberg spotkał podczas krótkiego pobytu w szpitalu psychiatrycznym w 1949 roku (szpital w poemacie nazywany „Rockland”, w rzeczywistości Columbia Presbyterian Psychological Institute. W tej sekcji refren, „Jestem z tobą w Rockland” stanowi coś reprezentuje coś w rodzaju punktu zwrotnego w stosunku do ponurego tonu sekcji „Moloch”. O strukturze Ginsberg mówi, że część III jest „piramidalny, ze stopniowaną dłuższą odpowiedzią na stałą podstawę”.

### Przypis
Sekcją zamykającą wiersz jest „Przypis”, charakteryzujący się powtórzeniem „Święty!” mantrą, ekstatycznym twierdzeniem, że wszystko jest święte. Ginsberg mówi: „Przypomniałem sobie archetypiczny rytm ‘Święty Święty Święty’ płacząc w autobusie przy ulicy Kearny i napisałem większość w notatniku... Ustawiłem to jako „Przypis do Skowytu”, ponieważ był dodatkową wariacją części II.

### Rytm
Często cytowane i często parodiowane wersy otwierające utwór ustalają motyw i rytm dla wiersza: 
I saw the best minds of my generation destroyed by madness, starving hysterical naked,
dragging themselves through the negro streets at dawn looking for an angry fix,
Angel-headed hipsters burning for the ancient heavenly connection
to the starry dynamo in the machinery of night,
Widziałem najlepsze umysły mego pokolenia zniszczone szaleństwem, głodne histeryczne nagie,
włóczące się o świcie po murzyńskich dzielnicach w poszukiwaniu wściekłej dawki haszu,
anielogłowych hipstersów spragnionych pradawnego niebiańskiego podłączenia do gwiezdnej prądnicy w maszynerii nocy,
Ginsberg komentuje pracę jako eksperyment z „długim wersem”. Na przykład część I jest skonstruowana jako pojedyncze zdania z powtarzającym refrenem dzielonym na oddech. Ginsberg powiedział: „Idealnie każdy wers ‘Skowytu’ jest jednym oddechem. Mój oddech jest długi – to jest miara, jedna fizycznie-mentalna inspiracja myśli zawarta w elastyczności oddechu”.
Przy innej okazji wyjaśnił: „długość linii ... zauważysz, że są one zbudowane na bopie – możesz pomyśleć o nich jako bop-refren – refren po refrenie po refrenie – idealnym bycie, powiedzmy, Lester Young w Kansas City w 1938 roku, dący 72 refreny „The Man I Love”, dopóki wszyscy w hali nie wyjdą mu z głowy...”.

## Proces o obsceniczność w 1957
„Howl” zawiera wiele odniesień do nielegalnych narkotyków i praktyk seksualnych, zarówno heteroseksualnych, jak i homoseksualnych. Na podstawie jednej linii w szczególności
who let themselves be fucked in the ass by saintly motorcyclists, and screamed with joy
którzy dawali się pieprzyć w zadek świątobliwym motocyklistom i wrzeszczeli z uciechy,
urzędnicy celni przechwycili 520 egzemplarzy wiersza 25 marca 1957 roku, przywożonych z drukarni w Londynie.
3 czerwca Shig Murao, kierownik księgarni, został aresztowany i uwięziony za sprzedaż Skowytu i innych wierszy tajnemu policjantowi z San Francisco. Lawrence Ferlinghetti z City Lights Publisher został następnie aresztowany za publikację książki. W trakcie procesu o obsceniczność dziewięciu ekspertów literackich zeznało w sprawie wiersza. Popierany przez Amerykańską Federację Wolności Obywatelskich Ferlinghetti wygrał sprawę.
Sprawa została szeroko nagłośniona. (Artykuły pojawiły się w czasopismach Time i Life). Sprawozdanie z procesu zostało opublikowane przez wiodącego obrońcę Ferlinghiego Jake’a Ehrlicha w książce Howl of the Censor. Film z 2010 roku Skowyt przedstawia zdarzenia z procesu. James Franco występuje jako młody Allen Ginsberg i Andrew Rogers przedstawia Ferlinghettiego.

## Odbiór krytyków
New York Times wysłał Richarda Eberharta do San Francisco w 1956 roku, aby zdać relację z tamtejszej sceny poetyckiej. Wynikiem wizyty Eberharta był artykuł opublikowany 2 września 1956 w New York Times Book Review zatytułowany „West Coast Rhythms”. Fragment Eberharta pomógł zwrócić narodową uwagę na „Skowyt” jako „najpiękniejszy wiersz młodej grupy” poetów, którzy stali się znani jako rzecznicy Generacji Bitników.
7 października 2005 r. w San Francisco, w Nowym Jorku i w Leeds w Wielkiej Brytanii odbyły się uroczystości związane z 50. rocznicą pierwszego czytania wiersza. Wydarzeniu Howl for Now towarzyszyła książka z esejami o tym samym tytule, wydana przez Simona Warnera i opublikowana przez Route Publishing Howl for Now ISBN 1-901927-25-3, która odzwierciedla trwały wpływ utworu.

### Radiowe nadanie w 1997
Niezależna stacja radiowa w Bostonie WFNX stała się pierwszą komercyjną stacją radiową, która nadała „Skowyt” w piątek, 18 lipca 1997 r., pomimo przepisów federalnych Komisji Łączności (FCC) Safe Harbor.

### Nadanie w 2007
Pod koniec sierpnia 2007 r. Ron Collins, Lawrence Ferlinghetti, Nancy Peters, Bill Morgan, Peter Hale, David Skover, Al Bendich (jeden z adwokatów Ferlinghettiego z 1957 roku w sprawie Skowytu) oraz Eliot Katz złożyli petycję do Pacifica Radio, aby wydać wywiad z Ginsbergiem w dniu 3 października 2007 r. w celu upamiętnienia 50. rocznicy werdyktu uznającego wiersz za chroniony w ramach pierwszej poprawki przeciwko zarzutom obscenizacji. Obawiając się grzywny z FCC, stacja Pacifica New York, WBAI zdecydowała się nie nadawać wiersza. Stacja wybrała zamiast tego przedstawienie wiersza 3 października 2007 r. w specjalnym webcastowym programie, uzupełnionym komentarzem (Boba Holmana, Reginy Weinreich i Rona Collinsa, narratorem był Janet Coleman).